# 泉田洋一
泉田 洋一（いずみだ よういち、1948年 - ）は、日本の農業経済学者。農学博士（東京大学・論文博士・1985年）
。東京大学名誉教授
、東京農業大学国際食料情報学部教授。日本農業経済学会会長も務めた 。

## 経歴
長崎県出身。長崎県立長崎東高等学校を卒業後、1968年に東京大学理科二類入学、1973年同大学農学部卒業。1975年同大学農学系研究科修士課程修了、1978年同博士課程単位取得満期退学。その後日本学術振興会研究員、宇都宮大学助手・講師・助教授を経て、1996年10月、東京大学大学院農学生命科学研究科教授に就任した。同大学農学部農業経済学科長などを歴任し、2013年に定年退官、名誉教授。

## 著書
- 『近代経済学的農業・農村分析の50年』、農林統計協会、1985年
- 『農業政策金融の組織と構造』、東京大学出版会、1995年
- 『低金利時代の農業政策金融』、大明堂、1996年
- 『ヴィェトナムの農村金融改革』、東洋経済新報社、1999年
- 『農村開発金融論: アジアの経験と経済発展』、東京大学出版会、2003年
- 『日本の農村金融・マイクロファイナンス』、農林統計協会、2013年

### 共著
- 『戦後改革・経済復興期Ⅰ』、農林統計協会、1985年
- 『農業・農村金融の新潮流』、農林統計協会、2008年
- 『日本農学80年史』、養賢堂、2009年